# Friedrich Ernst Carl Mereau
Friedrich Ernst Carl Mereau (* 11. April 1765 in Gotha; † 18. Mai 1825 in Jena) war ein deutscher Rechtswissenschaftler, Bibliothekar, Richter und Hochschullehrer.

## Leben
Mereau studierte Rechtswissenschaft und Philosophie an der Universität Jena und schloss als Magister der Philosophie und Dr. jur. ab. Er wurde zunächst Advokat am Gesamthofgericht in Jena und Bibliothekar der Universitätsbibliothek. 
1795 wurde er ao. Professor der Rechte und erhielt 1800 eine ordentliche Professur in Jena. 1803 wurde Mereau Commissionsrath und Amtmann in Themar, 1806 Oberamtmann in Saalfeld. 
Von dort berichtete er während der Franzosenzeit dem Landesherrn Herzog Ernst I. schriftlich über französische Truppenbewegungen. Diese Nachrichten wurden abgefangen und Mereau durch ein französisches Kriegsgericht als Spion zum Tode verurteilt. Es gelang ihm jedoch, über eine Darstellung als Logenbruder gegenüber den wohl auch Logen angehörenden französischen Militärrichtern, die Wiederaufnahme des Verfahrens und den Freispruch zu erreichen. 
Er starb nach längerer richterlicher Tätigkeit an einer Lungenentzündung.

## Familie
Mereau war seit 1793 in erster Ehe unglücklich verheiratet mit der romantischen Dichterin Sophie Mereau, die sich 1801 von ihm scheiden ließ. In zweiter Ehe heiratete er 1801 die Tochter des Fabrikanten Herold.